# جون كالهون شيبارد
جون كالهون شيبارد (بالإنجليزية: John Calhoun Sheppard)‏ هو محامي أمريكي، ولد في 5 يوليو 1850 في مقاطعة إيدجفيلد في الولايات المتحدة، وتوفي في 7 أكتوبر 1931.